# Мыски
Мыски́ (шор. Томазақ) — город областного подчинения в Кемеровской области, центр Мысковского городского округа.
Распоряжением Правительства РФ от 29 июля 2014 года № 1398-р «Об утверждении перечня моногородов» Мысковский городской округ включён в категорию «Монопрофильные муниципальные образования Российской Федерации (моногорода), в которых имеются риски ухудшения социально-экономического положения».

## История
Первые шорцы, заселившие высокий мыс у впадения реки Кийзак в реку Мрас-Су, появились здесь в 1770-е годы. Шорцы назвали эту местность — улус Томазак (осинник на возвышенности), а русские — сельцо на Мысках. В 1826 году улус был внесён в реестр царской канцелярии под названием улус Мыски. Основным занятием жителей в то время были охота, рыболовство, скотоводство, сбор кедровых орехов, кузнечное ремесло.

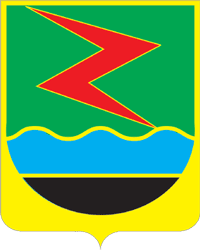
Старый герб.

Толчком к развитию края стало становление шорской государственности: в 1926 году образовался Горно-Шорский национальный район с центром в Мысках. Разукрупнение Горно-Шорского района произошло в 1939 году на три административно-территориальные единицы, в том числе Мысковский район (существовал до 1956 года). 30 ноября 1949 года село Мыски было отнесено к категории рабочих поселков, а 8 мая 1956 года указом Президиума Верховного Совета РСФСР рабочий поселок Мыски преобразован в город областного
подчинения с включением в его черту рабочего поселка Притомский. В конце 1940-х — начале 1950-х годов в районе города строился завод синтетического бензина.
Бурное развитие экономики Мысковского района началось с освоения Томь-Усинского угольного месторождения в 1948 году, появился трест «Томусашахтострой», деревообрабатывающий комбинат, кирпичный и асфальтовый заводы, Томь-Усинская ГРЭС (1953), Томь-Усинский завод железобетонных конструкций, завод строительных материалов и керамзитового гравия, Усть-Мрасская лесоперевалочная база. В 1971 году сдан в эксплуатацию разрез «Сибиргинский», в 1974 году — ЦОФ «Сибирь». Параллельно с возведением предприятий шло строительство жилья и объектов социально-культурного назначения.
Начавшийся в начале 1990-х годов спад в экономике страны негативно отразился и на Мысках. Многие предприятия города стали банкротами.

## Физико-географическая характеристика
Географическое положение
Город расположен под 53°42' с. ш. и 87°49' в. д., на высоте от 196 до 249 м над уровнем моря, в седьмом (от Гринвича) часовом поясе. Расстояние до Москвы 3 170 км по прямой, 3 888 км по автодорогам.
Часовой пояс
Город Мыски, как и вся Кемеровская область, находится в часовой зоне МСК+4. Смещение применяемого времени относительно UTC составляет +7:00.
14 сентября 2009 года Правительством Российской Федерации было принято постановление о применении на территории Кемеровской области времени пятого часового пояса Омского времени. Переход на новый часовой пояс в области произошёл 28 марта 2010 года, когда в России осуществлялся плановый переход на летнее время. В результате разница во времени между Мысками и Москвой сократилась с четырёх до трёх часов.
1 июля 2014 года Госдума приняла постановление о применении на территории Кемеровской области времени шестого часового пояса Красноярского времени при плановом переходе на зимнее время. В результате разница во времени между Мысками и Москвой снова увеличилась с трёх до четырёх часов.

## Население
| 1959    | 1967    | 1970    | 1979    | 1989    | 1992    | 1996    | 1998    |
| ------- | ------- | ------- | ------- | ------- | ------- | ------- | ------- |
| 32 173  | ↗40 000 | ↘36 186 | ↗40 560 | ↗45 964 | ↗46 400 | ↗48 600 | ↘45 600 |
| 2000    | 2001    | 2002    | 2003    | 2005    | 2006    | 2007    | 2008    |
| ↘44 300 | ↘43 800 | ↗44 435 | ↘44 400 | ↘43 100 | ↘42 400 | ↘41 900 | →41 900 |
| 2009    | 2010    | 2011    | 2012    | 2013    | 2014    | 2015    | 2016    |
| ↗41 907 | ↗43 038 | ↗43 072 | ↘43 038 | ↘42 697 | ↘42 598 | ↘42 309 | ↘41 938 |
| 2017    | 2018    | 2019    | 2020    | 2021    | 2025    |         |         |
| ↘41 628 | ↘41 379 | ↘40 991 | ↘40 787 | ↘40 109 | ↘38 720 |         |         |

Численность населения на 1 января 2024 год: 39 218.
На 1 января 2025 года по численности населения город находился на 386-м месте из 1124 городов Российской Федерации.

## Образование
Школы, детские сады, Томь-Усинский энерготранспортный техникум

## Предприятия
- Томь-Усинская ГРЭС;
- Угольный разрез «Сибиргинский»;
- ЦОФ «Сибирь»;
- Мысковский завод металлических конструкций;
- Томь-Усинский завод железобетонных конструкций;
- Мысковский завод электротехнических изделий;
- Мысковский завод крупнопанельного домостроения;
- Мысковский завод строительных материалов;
- Мысковский гидролизный завод;
- Мысковский завод керамзитового гравия;
- Шахта «Сибиргинская»4
- ОАО «Кузнецкинстрой» (закрыт);
- Кузбасский эмульсионный завод;
- ООО «Притомский»;

## Транспорт
Город располагает 4 железнодорожными станциями и 2 железнодорожными вокзалами, один из которых законсервирован, 2 автовокзалами.
Протяженность городских маршрутов составляет 96,5 км, пригородная и междугородняя сеть составляет 470 км. Междуреченское ГПАТП КО филиал «Мысковская А/К» ежедневно перевозит около 15 тыс. человек на 12 городских, 3 пригородных и 2 междугородних маршрутах, на 38 автобусах.
На территории поселка Притомский расположена крупная станция Томусинская, обслуживающая Томь-Усинскую ГРЭС.

## Религия
В городе три церкви: Серафима Саровского, Андрея Первозваного и Божией матери Одигитрии

## Достопримечательности и культурные учреждения
- Памятник Петру и Февронии Муромским
- Скульптурная композиция « Сказки Шапкая»
- Памятник Аркадию Гайдару
- Памятники В. И. Ленину
- Ансамбль «Фронт и тыл».
- Мысковский историко-этнографический музей.
- Экологический центр заповедника «Кузнецкий Алатау»[32]

## Люди, связанные с городом
- Софрон Тотыш — шорский писатель;
- Виктор Солодов — чемпион СССР, мира и Европы по тяжелой атлетике, заслуженный мастер спорта СССР;
- Александр Воронин — олимпийский чемпион 1976 года по тяжелой атлетике;
- Владимир Киселёв — олимпийский чемпион 1980 года в толкании ядра;
- Михаил Куюков — Герой Советского Союза;
- Александр Хош — чемпион СССР и Европы по самбо;
- Александр Андриенко — российский горнолыжник;
- Алексей Мизгирёв — российский кинорежиссёр;
- Эдуард Парри — российский кинорежиссёр;
- Александр Гребёнкин — российский космонавт-испытатель.